# Georgetown (Georgia)
Georgetown település az Amerikai Egyesült Államok Georgia államában, Quitman megyében, melynek megyeszékhelye is. Lakosainak száma 2235 fő (2020).

## Népesség
A település népességének változása:
| Lakosok száma | 263  | 973  | 2235 |
|               | 1870 | 2000 | 2020 |